# Kinh Môn (phường)
Phường Kinh Môn là một phường thuộc thành phố Hải Phòng.

## Địa lý
Phường Kinh Môn có vị trí địa lý:
- Phía bắc giáp phường Nhị Chiểu và xã Việt Khê với ranh giới tự nhiên là sông Kinh Thầy.
- Phía nam giáp xã Phú Thái với ranh giới tự nhiên là sông Kinh Môn.
- Phía đông giáp phường Nguyễn Đại Năng.
- Phía tây giáp phường Phạm Sư Mạnh và phường Trần Liễu.

## Lịch sử
Địa bàn phường Kinh Môn trước đây thuộc thị xã Kinh Môn, tỉnh Hải Dương.
Ngày 12 tháng 6 năm 2025, Quốc hội ban hành Nghị quyết số 202/2025/QH15 về việc sắp xếp đơn vị hành chính cấp tỉnh (nghị quyết có hiệu lực từ ngày 12 tháng 6 năm 2025). Theo đó, sáp nhập tỉnh Hải Dương vào thành phố Hải Phòng. Khu vực thành lập phường Kinh Môn thuộc thành phố Hải Phòng.
Ngày 16 tháng 6 năm 2025, Ủy ban Thường vụ Quốc hội bàn hành Nghị quyết sắp xếp các đơn vị hành chính cấp xã thuộc thành phố Hải Phòng năm 2025. Theo đó, sắp xếp toàn bộ diện tích tự nhiên, quy mô dân số của các phường An Lưu, Hiệp An và Long Xuyên thành phường mới có tên gọi là phường Kinh Môn.
Căn cứ theo đề án sắp xếp đơn vị hành chính cấp xã của thành phố Hải Phòng năm 2025, phường Kinh Môn được thành lập từ:
- Toàn bộ diện tích tự nhiên là 3,72 km², quy mô dân số là 10.033 người của phường An Lưu;
- Toàn bộ diện tích tự nhiên là 3,26 km², quy mô dân số là 8.626 người của phường Hiệp An;
- Toàn bộ diện tích tự nhiên là 4,49 km², quy mô dân số là 6.289 người của phường Long Xuyên.

Phường Kinh Môn có diện tích tự nhiên là 11,47 km² (đạt 208,48% so với tiêu chuẩn) và quy mô dân số là 24.948 người (đạt 118,80% so với tiêu chuẩn).
Về tên gọi, phường Kinh Môn kế thừa tên gọi của thị xã Kinh Môn trước kia.